# Huishoudwater
Huishoudwater is water dat niet schoon genoeg is voor consumptie, maar wel voor het spoelen van het toilet, het doen van de was, of om de tuin mee te besproeien.
Daar slechts een fractie van het geproduceerde drinkwater werkelijk wordt geconsumeerd, kan het gebruik van huishoudwater een voordelige optie zijn. Huishoudwater heeft minder reinigingsstappen ondergaan, doorgaans alleen voorfiltratie en beluchting en is daardoor goedkoper te produceren. Maar omdat huishoudwater niet geschikt is als drinkwater is voor de distributie een apart leidingnetwerk nodig en aanleg daarvan is juist kostbaar. Toepassing van vormen van huishoudwater vindt men dan ook vooral op kleine schaal, bijvoorbeeld op campings waar aparte kranen voor drinkwater staan en minder gereinigd water wordt gebruikt voor de afwas, toilet en douche.

## Nederland
Er is in Nederland geëxperimenteerd met grootschalige levering van huishoudwater door waterleidingbedrijven via een apart leidingnet. De proefprojecten werden uitgevoerd in de wijken Dichteren in Doetinchem, Buitenhof in Druten, Meerhoven in Eindhoven, Leidsche Rijn in Utrecht, Waterwijk in Amsterdam en Noordwest in Wageningen. Bij de experimenten bleek dat het voorkwam dat er toch huishoudwater door drinkwaterleidingen stroomde, onder andere veroorzaakt door verkeerde aansluitingen. De getroffen consumenten dronken huishoudwater zonder dat ze het wisten. Het gevolg was diarree en andere gezondheidsklachten. De suggestie om huishoudwater herkenbaar te maken met een kleurstof of sterke geurstof was niet haalbaar omdat ook de wasmachineaansluitingen op het huishoudwater waren aangesloten. Vanwege de gezondheidsrisico's heeft staatssecretaris Pieter van Geel in 2003 besloten om de grootschalige levering van huishoudwater door waterleidingbedrijven niet meer toe te staan in Nederland.
Voor huishoudwater gelden in 2003 voorlopige eisen, geformuleerd in rapporten van Kiwa en RIVM.

## Parijs
Een grootschalige vorm van huishoudwater wordt in Parijs toegepast voor het schoonspoelen van de straten. Dit Parijse huishoudwater is rivierwater uit de oude watervoorziening van de stad. Deze oude watervoorziening werd in de tweede helft van de negentiende eeuw overbodig door de aanleg van een nieuw waterleidingsysteem voor schoon drinkwater.